# Huset Piast

Fursteätten Piasts vapen

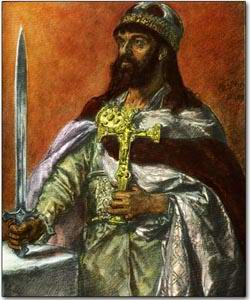
Mieszko I

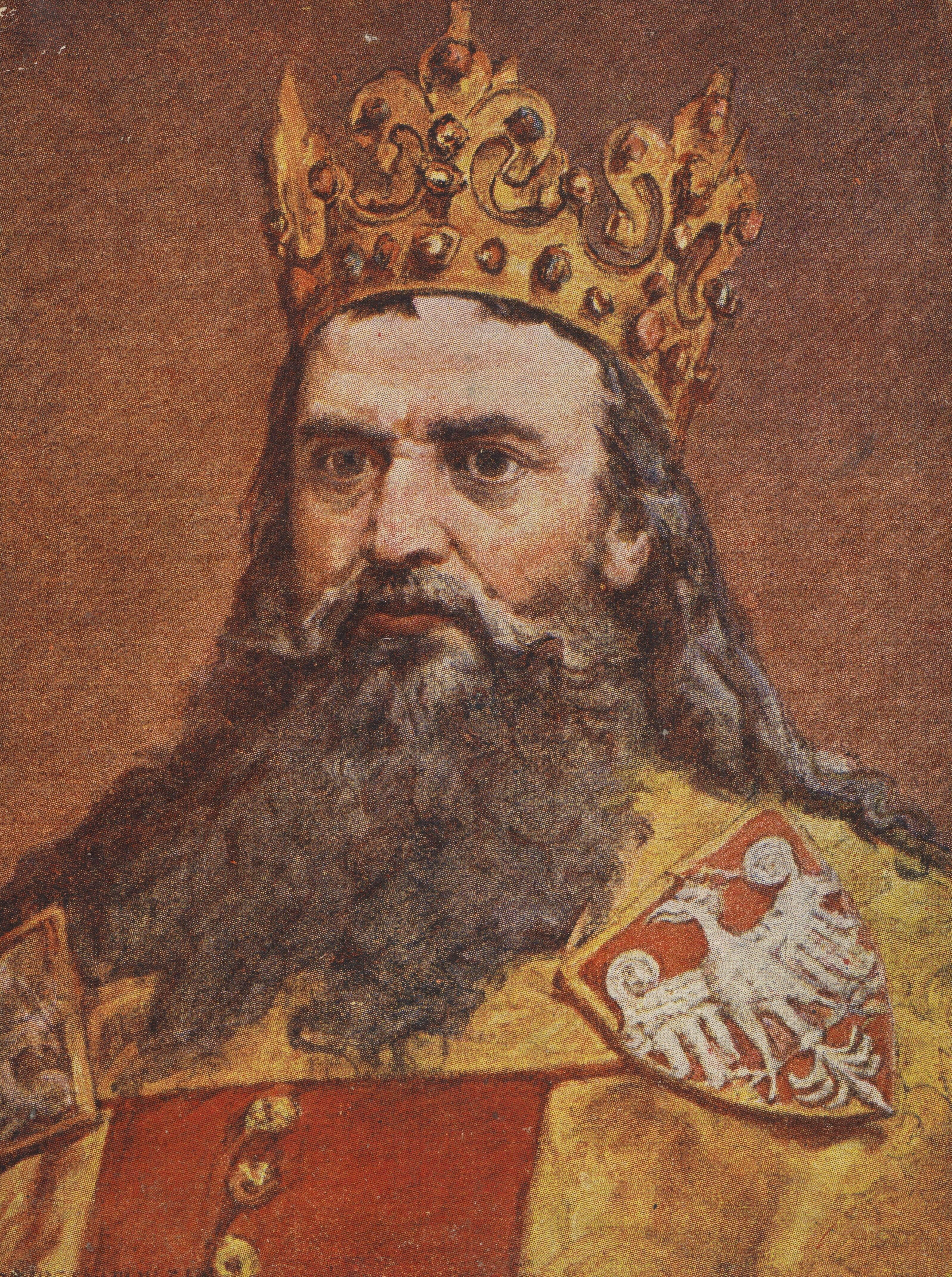
Kasimir III den store

Piastdynastin är den första kungaätten på Polens tron och härstammar från mitten av 800-talet, då dynastins grundare, hjulmakaren Piast Kołodziej, från Gniezno, enligt legenden skall ha levt.
Den förste historiskt säkerställda medlemmen är Mieszko I som införde kristendomen som statsreligion i Polen 966. När han hade dött 992 blev hans son Boleslav den Modige den förste krönte kungen av Polen och regerade 992-1025. Han efterföljdes av sonen, Mieszko II (regerade 1025-1034) och sonsonen Kasimir I Förnyaren (regerade 1038-1058). Han efterföljdes i sin tur av sina söner, först Bolesław II Śmiały (regerade 1058-1079) och Władysław I Herman (regerade 1079-1102), samt därefter av den senares son Boleslav III den snedmynte (Bolesław III Krzywousty).
Efter Boleslav III:s död delades Polen i fem furstendömen och dennes söner gav upphov till fyra dynastier med lokalt inflytande: Sląsk/Schlesien-Piaster, Mazowsze/Mazovia-Piaster, Wielkopolska/Storpolen-Piaster och Sandomierz-Piaster. Kraków-delen skulle styras av senioren, den äldste levande inom ätten, men uppdelningen gav istället upphov till en schism med 160 år av inbördesstrider och konflikter.
Polen enades igen av Vladislav I Alnhög (Władyslaw I Łokietek) (regerade 1306-1333) och efter dennes död tog hans son Kasimir III den store (Kazimierz Wielki) över (regerade 1333-1370). Denne dog utan att lämna någon legitim arvinge efter sig. Den ungerske kungen Ludvig I (d'Anjou-Sicile) valdes till Polens kung (regerade 1370-1382) då han var dotterson till Alnhög. Ludvigs dotter, den heliga Hedvig (Jadwiga), blev efter Ludvigs död 10 år gammal krönt till kung (och inte drottning, för att markera att hon regerade av egen kraft) 1384. Hennes giftermål med Vladislav II (Władysław II Jagiełło) gav upphov till den Jagellonska ätten.
Piastdynastin utslocknade slutgiltigt på manssidan 1675 när Georg Vilhelm, hertig av Brieg, Liegnitz och Wohlau - i Schlesien, som län under Habsburgmonarkin - avled, men ättens ättlingar på kvinnosidan går idag att spåra till samtliga idag existerande europeiska kungahus, även det svenska.
Till huset Piast räknas två svenska drottningar:
- Swiatoslawa av Polen
- Rikissa av Polen.